# Скопска чаршия
Скопската чаршия (на македонска литературна норма: Скопска чаршија) е търговска и културно-историческа част в столицата на Северна Македония Скопие и е сред най-големите забележителности на града.
Чаршията се простира от Каменния мост до Битпазар и от Калето до река Серава. Според административното деление на града чаршията попада в общините Чаир и Център. Там е разположен безистенът, който е историческа забележителност.
Първите документирани данни за построяването на търговски център на мястото на днешната чаршия датират от XII век. По време на османското владичество на Скопие мястото бързо прераства в най-големия търговски дял на града, в който се изграждат множество джамии, ханове, кервансараи и други османски сгради и паметници. Чаршията претърпява големи щети по време на земетресението в 1555 и това в 1963 година, както и от пожара в 1689 година. Тя пострадва и през световните войни, след което няколко пъти е обновявана.
В Скопската чаршия преобладава османската архитектура, въпреки че са забележими и остатъци от византийската, а в последно време се наблюдава навлизане на модерната архитектура. В района на Скопската чаршия и в неговите околности са останали няколко джамии, 2 църкви и часовникова кула, а през втората половина на XX век са построени и сградите, които са днес Музеят на Македония и Музеят на съвременното изкуство. За развитието на чаршията в историята, нейната културна стойност и занаятите, които са били представени, свидетелстват експонатите, изложени в Музея на Старата скопска чаршия, разположен в рамките на Сули хан.
Със Закона за Старата скопска чаршия, приет от Събранието на Северна Македония на 13 октомври 2008 г., чаршията е обявена за обект на културното наследство от особено значение и оттогава е под постоянна защита на държавата. В началото на 2010 година започва да се провежда петгодишна програма за съживяване на чаршията, която има за цел възстановяване на обекти, поддръжка на занаятите, както и постигане на икономическо и културно развитие на пространството на чаршията.

## История

### Ранен период
Най-старите археологически находки от Скопското кале сочат, че околното място е населено още в 4000 години пр.н.е., а първите исторически данни сочат, че първите заселници на пространството са пеоните в VI век пр.н.е.
Със завладяването на Скупи (древен град близо до днешно Скопие) от римляните започва строителството на храмове, бани и театри. Градът става религиозен и културен център в Римската империя, което води и до развитието на пространството на днешната чаршия.
В 518 г. Скупи е разрушен от катастрофално земетресение. С идването на власт на император Юстиниан I е построена новово селище на отдалечено място от разрушения град. Въпреки това населението, напускащо града, за да се предпази, се заселва на хълм, на който Юстиниан построява днешното Кале.
След падането на Преслав в борбата за опазване на Първата българска държава Скопие получава стратегическо, политическо, икономическо и културно значение, а пространството около Скопското кале е оградено с укрепления. По времето на цар Самуил на фасадата е построена голяма градска порта, която служи за защита от атаките на византийския император Василий II в 1001 година.

### Средновековие
След падането на Самуиловото царство под византийска власт в 1018 година, император Василий II превръща града в център на тема и църковно средище. С идването на власт на династията на Комнините в началото на XII век градът е избавен от постоянната военна заплаха и в този сравнително мирен период е отбелязан значителен растеж. Развитието е отбелязано с изграждането на отбранителни кули и укрепления в Долния град, както и на манастири и църкви. Растежът на търговията на града спомага да се разчуе като търговски център, което се вижда от наличието на панари и неделен пазар. Започва да става невъзможно за търговците да продадат стоката си в един ден и постепенно започват да нощуват на манастирската поляна към манастира „Свети Георги Скоропостижник“. Управата на манастира обаче не им позволила да вдигнат там постоянни постройки и затова търговците започват да се подслоняват в Долния град, чиито врати вечер се затваряли. Така постепенно започва заселването на вътрешността на града, започвайки от северната и стигайки до южната порта. Към края на XII век, вече са вдигнати трайни постройки за съхранение на стоките и са въведени такси за ползване на земята. Започва продажбата на стоки в тези пространства, не само по време на пазарните дни, но и извън тях, с което на практика е създаден търговска площ, която се е развила в днешната чаршия.
По време на XIII век, търговскиата площ продължава да се развива, дори след нови военни премеждия, грабежи и други нещастия, сполетели града. Броят на дюкяните започва да расте, а търговската площ е разширена и около северната порта, вътрешността на Долния град и около църквата „Рождество на Пресвета Богородица“.
Въпреки постоянните военни сблъсъци, градът през този период получава първия си търговски център, търговско-занаятчийска постройка, която по това време е била една от най-големите и най-скъпите на Балканите. Тази сграда се намира в южната част на Долния град. Постройката има 15 издължени арки, под които се намира пространство, което заема площ от 1200 m2. Последните ѝ останки са били разрушени през първата половина на XX век, а тя напълно се вижда на графиката от холандския художници Якобус Хаверин, изработена в 1594 г. и публикувана в Нюрнберг.

#### В Османската империя
Големи промени в архитектурния характер на чаршията настават по време на втория османски наместник на Скопие, Исхак бей и по време на неговия син Иса бег Исакович. Върху основите на манастира „Свети Георги Скоропостижник“ Исхак бей започва да строи Султан Мурад джамия, чийто градеж завършва в 1436 година. В 1438 година в пространството на манастирската поляна започва да гради Исхакбеговата (Шарената) джамия, в която е построено тюрбе, в което е погребан. След смъртта му неговият син Иса бей, започвайки от 1445 и стигайки до 1469 година построява множество обекти на мястото на чаршията, необходими за развитието на чаршията. По неговово време са построени безистенът, Чифте хамам, Сули хан, Капан хан и други. След смъртта на Иса бей по негова поръка е построена Исабеговата джамия (1475). След това са построени Хаджи Касам джамия (1489 - 1490) и Мустафа паша джамия (1492).
В периода 1489 – 1497 година Коджа Даут паша Узунчаршили изгражда много видни обекти на чаршията, сред които е Даут паша хамам.
В периода на XVI и XVII век, чаршията достигна своя стопански зенит, превръщайки се в една от най-големите ориенталски чаршии на Балканите. Забързаното развоитие на търговията и изграждането на нови дюкяни и продълава и след това. В 1504 година, в непосредствена близост до чаршията, Яхия паша издига джамия, която днес негова чест е позната како Яхия паша джамия. Забележително в този период е че се появяват много по-малки чаршии, в зависимост от занаятите, които се практикуват в местността. Така в чаршията се появяват кожарски, калайджийски, железарска, и други по-малки чаршии. Освен това, в чаршията започнва да работи и нощна стража.